# Celypha rosaceana
Espèce
Celypha rosaceana est une espèce de petits insectes de l'ordre des lépidoptères (papillons), de la famille des Tortricidae.

## Synonymes
- Celypha purpurana Haworth, 1811
- Phiaris rosaceana (Schläger, 1847)